# خابيير فيرنانديث سانشيث
خابيير فيرنانديث سانشيث (بالإسبانية: Javier Fernández Sánchez)‏ كاتب إسباني ينتمي إلى تيار النوثييا الأدبي أو ما يُعرف شيوعًا باسم ما بعد البوب، وهم الكتاب الذين ولدوا فيما بين عامي 1960 و1976.